# Sandra Lyng
Sandra Lyng Haugen (Mosjøen, 18 april 1987) is een Noors zangeres. Ze nam deel aan de Noorse Melodi Grand Prix 2023 met het nummer Drøm D Bort.

## Biografie
Lyng Haugen werd geboren in het dorp Mosjøen in de Noorse gemeente Vefsn. In 2004 deed ze mee aan TV2 talentenjacht Idol: Jakten på en superstjerne, de Noorse versie van Pop Idol. Hier haalde ze de vierde plaats.
Hetzelfde jaar bracht Lyng Haugen haar debuutsingle Sommerflørt uit, waarop ze een duet zong met Philip van de band Equicez. Een jaar later bracht ze de single I morgen uit die zestien weken in de Noorse hitlijsten stond met de tweede plek als piekpositie. Ook bracht ze het album Døgnvil uit in 2005 onder het Universal Norway label. In de Noorse hitlijsten was dit album negen weken te vinden met de tiende plek als piekpositie. Hiermee overtrof ze het album van Kjartan Salvesen, waartegen Lyng Haugen het aflegde in Idol: Jakten på en superstjerne. Hierna nam ze een pauze van muziek om haar studie te voltooien. In september 2013 bracht Lyng Haugen het nummer PRTeY uit samen met rapper Lazee.
In januari 2023 werd Lyng Haugen als een van de deelnemers van de Melodi Grand Prix 2023, de Noorse preselectie van het Eurovisiesongfestival 2023. Ze trad aan met het nummer Drøm D Bort, waarmee ze werd uitgeschakeld in de tweede halve finale.

## Discografie

### Albums
- 2005: Døgnvill
- 2019: Julefantasi'"

### Singles
- 2004: Sømmerflort (met Philip)
- 2005: I morgen

(met Whimsical & Kleen Cut)
- 2009: Hjemsøkt
- 2013: PRTeY (met Lazee)
- 2014: Don't Care
- 2015: Play my drum
- 2015: Night after night
- 2016: Moonrise'
- 2016: Blue
- 2016: LiQR
- 2017: Bungalow (met Temur)
- 2022: Har du plass? (met Halva Priset)
- 2023: Drøm D Bort